# Out of Time (canção de Zedd)
"Out of Time" é uma canção do DJ e produtor musical Zedd, com vocais de Bea Miller. É o primeiro single de seu terceiro álbum de estúdio, Telos, lançado em 30 de agosto de 2024. Um lyric video para a música foi divulgado no dia 30 de agosto de 2024. O instrumental de Out of Time é usado como tema de abertura do novo anime Dragon Ball Daima. Intitulada "Jaka Jaan", a nova versão inclui vocais do cantor Kenn, da dupla japonesa C&K.

## História
Zedd revelou que começou a escrever "Out Of Time" em 2015: "Comecei a escrever 'Out Of Time' em 2015, sendo o período mais longo em que já trabalhei em uma música. Foi – e ainda é – uma das minhas composições favoritas. Criei uma introdução para o meu show ao vivo baseada nessa progressão de acordes, mas nunca consegui terminá-la. A Bea foi a peça que faltava no quebra-cabeça; a voz dela acrescentou uma profundidade emocional que completou a música. 'Out Of Time' realmente encapsula o DNA do álbum Telos, por isso escolhi essa faixa para introduzir esta nova era."
Zedd começou a usar o instrumental da música como parte da introdução de abertura de seus shows em 2017 e continua o mesmo até hoje, criando uma espécie de mashup com seu outro single "Beautiful Now".

## Faixa
| Streaming |                                |                                  |         |  |
| N.º       | Título                         | Compositor(es)                   | Duração |  |
| 1.        | "Out of Time" (com Bea Miller) | Anton Zaslavski, Beatrice Miller | 3:42    |  |

## Jaka Jaan
"Jaka Jaan" é a música tema de abertura do novo anime Dragon Ball Daima. A canção incorpora as batidas instrumentais do single "Out of Time" e foi produzida pelo DJ Zedd em parceria com Keen, da dupla japonesa C&K. A letra é escrita por Yukinojo Mori. Foi lançada como single no dia 4 de dezembro de 2024.

## História
Em uma entrevista, Zedd declarou: "Fiquei incrivelmente honrado por ser convidado para produzir a música de Dragon Ball. Cresci como um grande fã e nunca imaginei que um dia trabalharia em algo assim. Sempre aspirei a compor temas e trilhas sonoras. Criar música para algo que marcou tantos anos da minha infância é um sonho absoluto."
A canção é uma homenagem a Akira Toriyama, criador de Dragon Ball, que faleceu em março de 2024. A letra inclui o nome de Akira por volta dos 36 segundos, é possível ouvir a dupla C&K cantando "Yume wa TORIdori naYAMAnai AKIRAmenai", que significa "os sonhos estão por toda parte, não se preocupe com isso, nunca desista."

## Faixa
| Streaming |                       |                                      |         |  |
| N.º       | Título                | Compositor(es)                       | Duração |  |
| 1.        | "Jaka Jann" (com C&K) | Anton Zaslavski, Yukinojo Mori, Keen | 1:30    |  |